# Любичич, Деян
Де́ян Лю́бичич (нем. Dejan Ljubicic; родился 8 октября 1997 года, Вена, Австрия) — австрийский футболист, полузащитник загребского «Динамо» и сборной Австрии.

## Клубная карьера
Любичич начал профессиональную карьеру в клубе «Рапид» из своего родного города. В 2017 году для получения игровой практики Деян был отдан в краткосрочную аренду в «Винер-Нойштадт». 21 июля в матче против «Рида» он дебютировал в Первой лиге Австрии. По окончании аренды Любичич вернулся в «Рапид». 26 августа в матче против ЛАСКа он дебютировал в австрийской Бундеслиге. 10 сентября в поединке против «Ред Булл Зальцбург» Деян забил свой первый гол за «Рапид».

## Международная карьера
В 2019 году в составе молодёжной сборной Австрии Любичич принял участие в молодёжном чемпионате Европы в Италии. На турнире он сыграл в матчах против команд Сербии и Германии. 9 октября 2021 года дебютировал за первую сборную Австрии в мачте отборочного турнира ЧМ-2022 против сборной Фарерских островов в Торсхавне, вышел на замену вместо Конрада Лаймера на 77 минуте. К тому моменту австрийцы вели со счётом 2:0, ставшим окончательным. Первый мяч забил в домашнем матче против сборной Молдавии 15 ноября (4:1)

## Личная жизнь
Любичич родился в семье боснийских хорватов. В августе 2021 был осуждён за то, что за 3 года до этого вместе с другим футболистом хорватского происхождения Даниелем Сударом, бросил несколько стеклянных бутылок в мечеть боснийского города Киселяка. Любичич объяснил свой поступок тем, что было темно и они не видели, что это мечеть. Каждый был вынужден заплатить штраф в размере 1000 конвертируемых марок, а в случае невыплаты — провести 10 дней в тюрьме.